# Universitatea de Științe Aplicate Fontys
Fontys University of Applied Sciences este o universitate olandeză de științe aplicate, cu peste 44.000  de elevi în mai multe campusuri situate în sudul Olandei. Cele mai mari trei campusuri Fontys sunt situate în orașele din Eindhoven, Tilburg și Venlo. Numele Fontys vine de la cuvântul latin "fons", care înseamnă "sursă". Astfel, Fontys vrea să subliniez faptul că este o sursă de cunoaștere pentru elevi. Fontys oferă 200 de programe de licență și studii de master în domeniile: economie, tehnologie, sănătate, asistență socială, sport și de formare a profesorilor.  O selecție a acestor programe este oferită în limba germană și engleză. Institutul independent olandez de clasare a universităților Keuzegids, clasează Fontys ca una dintre cele mai mari universități de științe aplicate din Olanda.  În 2014, Președintele Fontys Nienke Meijer a fost declarată "cea mai influentă femeie din Olanda".

## Clasament
Fontys University of Applied Sciences, este clasată printre cele mai bune universități de științe aplicate din Olanda. Aici, scorul Fontys este peste medie în domenii de studiu precum inginerie, IT, logistică, dar și administrarea afacerilor și management (format din programele de studiu precum Afaceri Internaționale (International Business), Marketing Internațional (International Marketing), Afaceri Internaționale în Economie (International Business Economics) și Managementul Internațional al Afacerilor "Fresh" (International Fresh Business Management)).
Clasamentul este realizat anual de către Centrul de Învățământ Superior de Informații și publicat în Keuzegids HBO. Acesta ia în considerare perspectivele experților, studenților dar și a universităților în sine. Pe lângă factori cum ar fi satisfacția studenților cu lectorii universității și conținut de studiu, rata de succes a studentului, facilitățile IT și orientarea-practică, clasamentul este realizat pe baza rapoartelor de acreditare ale organizației de acreditare Dutch-Flemish (NVAO) 
Toate programele de studiu oferite de Fontys sunt acreditate de către organizatia de acreditare Dutch-Flemish (NVAO) sau echivalentul Britanic al organismelor de acreditare.
Aproximativ 11% (4,798) din cei 44,486 studenți ai Fontys sunt internaționali; aceștia reprezintă mai mult de 70 de țări din întreaga lume, cu o număr considerabil din Germania. Mulți dintre studenții internaționali sunt înscriși ca și studenți în schimb de experiență sau studenți înregistrați în programele de licență și de master, de multe ori oferite în cooperare cu universitățile partenere ale Fontys din alte țări.

## Campusuri
Campusurile Fontys sunt dotate cu săli de calculatoare, biblioteci și restaurante. Internetul Wireless este disponibil în întregul campus, care permită studenților conectarea propriilor laptopuri. În acest mod elevii pot lucra, studia, căuta informații ori de câte ori doresc. Departamentul pentru informare a studenților din Fontys oferă sfaturi și sprijin în legătură cu oportunitățile financiare, probleme legate de cursuri, și desigur, problemele legate de chestiuni practice, facilități sportive și asociațiile studențești. Totodata, departamentul supraveghează studenții pe parcursul studiilor și oferă informații despre evenimente referitoare la procesul de studiu.

### Eindhoven

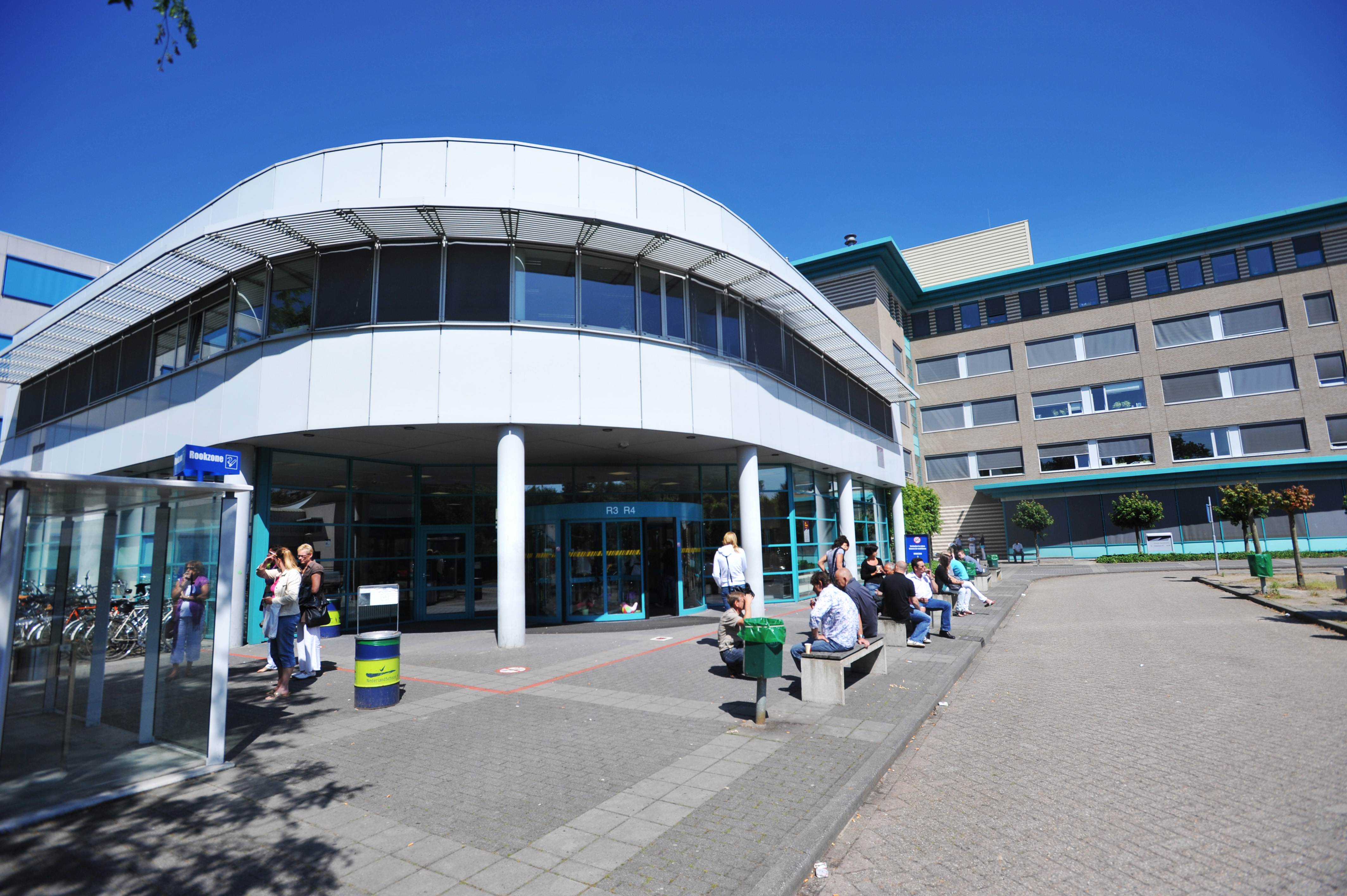
Fontys Campus Internațional Eindhoven

Campusul Internațional Fontys din Eindhoven este situat în Sud-Estul Olandei, așa-numita regiunea "Brainport", care este un centru internațional de știință și tehnologie. Acesta este locul unde companiile high-tech proiectează și îmbunătățesc stadiul technicii industriale și produse de consum pentru clienții din întreaga lume.

### Tilburg
Tilburg este cunoscut ca oraș cultural în Olanda, cu diverse festivaluri și evenimente de artă. Campusul Internațional Fontys din Tilburg este situat la marginea orașului Tilburg și se poate ajunge ușor cu autobuzul și bicicleta.

### Venlo
Fontys Venlo este un campus tânăr cu o istorie veche. La început,  Universitatea de Științe Aplicate Venlo a fost stabilită pe baza fostei proprietăți de stat De Wylderbeek (a cărui pădure conține încă artefacte protejate din epoca Romană). La sfârșitul anilor 1990, instituția s-a alăturat Fontys, fiind în proces de creștere al rețelei. Mai multe renovări și extinderi a ajutat clădirile campusului ("care au fost inițial construite de către o adunare de maici în 1965") să rămână "de ultimă oră atât la interior cât și exterior". Astăzi, campusul găzduiește trei institute: Academia Fontys de Formare a Profesorilor (FHKE), Fontys University of Applied Sciences pentru Tehnologie și Logistică (FHTenL) și Școala Fontys de Business Internațional (Fontys International Business School - FIBS).
Deși centrul orașului Venlo a fost reconstruit după al Doilea Război Mondial, are clădiri care datează din secolul al 14-lea. Orașul a păstrat semnificația istorică a monumentelor sale și a fațadelor vechi. Ald Weishoes (Vechiul Orfelinat), Romerhoes (Casa Romană), Stadhuis (Primăria) și St. Martinuskerk (Biserica Sfântul Martin) sunt doar câteva dintre numeroasele clădiri istorice din centrul orașului Venlo.  Din 2013 până în 2015, împreună cu Haga, Venlo a fost ales pentru a avea cel mai bun "city centre", în Olanda.
Atât locatia aproape de râul Meuse (una din cele trei mari râuri din Olanda) cât și Germania face din Venlo unul dintre cele mai importante hotsport-uri de logistică europeană. Acesta este accesibil prin intermediul a șase aeroporturi din jurul orașului: Aeroportul Eindhoven, Aeroportul Aachen din Maastricht, Aeroportul din Düsseldorf, Aeroportul Weeze, Aeroportul Bonn din Cologne și Aeroportul din Dortmund. Puternica orientare antreprenorială si internațională a Venlo, sunt reprezentate în campusul Fontys având studenți din peste 50 de naționalități.

## Programele de studii
Fontys oferă programe de studiu full-time. Mai multe programe sunt oferite în limba engleză sau germană.

### Programe de licență în engleză si germană

#### Afaceri și Management
- Afaceri Internaționale (în limba engleză)
- Managementul și Controlul Internațional al Finanțelor (limba engleză sau germană)
- Marketing Internațional (în limba engleză sau germană)
- Managementul Internațional al Afacerilor "Fresh"(limba engleză sau germană)
- Studii pentru stil de viață Internațional (engleză)
- Managementul Profesional pentru Comunicare Internațională (în limba engleză)
- Comunicare - Eveniment Internațional, Muzică și Studiul Divertismentului(în limba engleză)
- Marketing Management – Concepte Digitale de Afaceri (în limba engleză)

#### ICT și Inginerie
- Inginerie Industrială Și Management (în limba engleză)
- Inginerie Mecatronică (în limba engleză sau germană)
- Inginerie Electrică și Electronică (în limba engleză)
- Inginerie Mecanică (în limba engleză sau olandeză-germană mix)
- Tehnologia Informației și Comunicațiilor (specializari: TIC & Software Engineering, TIC & Business, IT & Tehnologie) (în limba engleză sau germană)
- Inginerie de Software sau Informatică Economică (în limba engleză sau germană)
- Proiectare de Produs Industrial (olandeză-germană mix)

#### Logistică
- Logistică (specializări: Logistică și Economie, Logistică și Inginerie) (în limba engleză sau germană)
- Managementul Internațional al Afacerilor "Fresh" (în limba engleză sau germană)

#### Fizioterapie
- Fizioterapie (în limba engleză)

#### Arte
- Circ și Artă de Performanță (în limba engleză)
- Academia de Dans (în limba engleză)

### Programe de Master în limba engleză
- Programul de Master în Afaceri și Management (MBM) (în colaborare cu Universitatea din Plymouth)
- Master of Business Administration (MBA) (în colaborare cu Universitatea  FOM de Științe Aplicate pentru Economie și Management)
- Master în domeniul Logisticii Internaționale și Internaționale și International Supply Chain Management [23] (în colaborare cu Universitatea din Plymouth)
- Master în Arhitectură
- Master în Urbanism
- Master în Muzică
- Master în Administrare Publică

### Programele de exchange
Fontys are peste 100 de universități partenere din întreaga lume, inclusiv Australia, Canada, China, Finlanda, Hong Kong, Italia, Mexic, Marea Britanie, Statele Unite ale Americii, Vietnam și Zambia (pentru a enumera doar câteva). În cel de-al treilea an universitar, studenții Fontys au posibilitatea de a studia în străinătate pentru un semestru la una din universitățile partenere.  Alternativ, studenții pot alege să rămână la Fontys și să ia parte la unul din multele programe de minor (disciplină secundară academică), cum ar fi Managementul Afacerilor Internaționale, Trendwatching, Game Business sau Management de Evenimente.

## Cazare
Prin propriile cămine studențești și contracte cu proprietarii de case, Fontys oferă suficiente locuri pentru a satisface toate categoriile de studenți internaționali. Toate apartamentele pentru studenți sunt mobilate și sunt situate în apropierea Fontys dar și în apropierea de centrul orașului.

## Mini-Company/Software Factory
Împreună cu aproximativ 10 studenți de la diferite programe de studiu, toți studenții de afaceri de la Fontys în Venlo începe propria companie care este înregistrată oficial la Registrul Comercial olandez. Pentru aproape un an studenții gestioneză propria compania. Printre altele, mini-company include: scrierea unui plan de afaceri, vânzarea de acțiuni pentru a finanța activități antreprenoriale, dezvoltarea și vânzarea unui produs/serviciu, și depunerea unei raport pentru declarațiile fiscale. Toate pozițiile și funcțiile în cadrul companiei sunt ocupate de studenți, cum ar fi Manager General, Manager de Marketing sau Manager Financiar. La sfârșitul anului universitar societatea este lichidată în mod corespunzător. În ultimii ani, mai multe companii create de către sudenții Fontys au participat la concursuri internaționale și au fost premiați pentru afacerile lor de succes. Studenții de inginerie de la Fontys Venlo iau parte la Software Factory în cadrul căreia acestia dezvoltă soluții software personalizate pentru societățile participante.

## Internships/Work Placements
În timpul anilor de studiu, toți studenții Fontys vor face două stagii (un semestru în al treilea și al patrulea an universitar). Stagii de practică poate fi realizat în Olanda sau în străinătate. Studenții își pot alege compania unde doresc să facă stagiul de practică. De asemenea Fontys oferă o listă de companii partenere locale și internaționale. În ambele stagii elevii lucrează pentru un anumit proiect în cadrul companie alese. Aceștia sunt supravegheați de către un profesor universitar și un angajat al companiei. Printre altele, aceste stagii sunt utile pentru a construi o rețea profesională și obținerea de experiență de lucru care facilitează obținerea unui loc de muncă după studii.

## Companiile partenere
Fontys are parteneriate cu mai mult de 500 de companii internaționale, inclusiv 3M, Adidas, Bayer, BMW, Coca-Cola, Daimler AG, Deloitte, Ernst & Young, Henkel, IKEA, KPMG, L'Oréal, Metro AG, Nike, Inc., Philips, Porsche, Robert Bosch GmbH, Siemens, Sony, Vodafone și Volkswagen. Aceste companii oferă proiecte și/sau stagii de practică pentru studenții Fontys.

## Organizațiile Studențești
Fontys are mai multe asociații studențești în cadrul campusurilor sale:
DaVinci - prima asociație pentru studenți în Venlo, fondată în 1999
FC FSV-Venlo - echipa oficială de fotbal a Fontys Venlo, echipă care joacă la stadionul Seacon al VVV-Venlo
Fontys4Fairtrade - Comisie de sustenabilitate a Fontys Venlo care lucreză în proiecte pentru a face cunoscut mediul și sustenabilitatea 
Knowledge Business Consulting (KBC) - o afacere de consultanță business condusă de studenți cu sediul central in Fontys Venlo oferind servicii de consultanță pentru companii, atât din Germania, cât și din Olanda 
Omnia - organizație studențească a Fontys Venlo care se ocupă de organizarea mai multor evenimente în cadrul campusului 
Student Sports Venlo - Organizează sporturi pentru studenți: Fotbal, Basket, Volei, Tenis, Caiac-Canoe, Fitness și diferite stiluri de dans

## Absolvenți notabili
- Pieter Elbers - Chief Executive Officer (CEO) și Președinte al companiei aeriane naționale a Țările de Jos - KLM (Royal Dutch Airlines)[36]
- Koen Geurts – Manager Technic de Proiect la Rosetta (nave spațiale) Misiune Spațială[37]
- Rob Bekking - Senior Vice president Business Development al Transporturilor de la DB Schenker[38]
- Johannes Oerding - German cântăreț-compozitor[39]
- Hans Teeuwen - comediant olandez, muzician, actor și regizor.
- Twan Huys - jurnalist olandez, prezentator de televiziune și autor.
- Elly Blanksma-van den Heuvel - Primarul din Helmond, politician olandez și fost bank manager la Rabobank.